# Дзерфалиу
Дзерфали́у (итал. Zerfaliu) — коммуна в Италии, располагается в регионе Сардиния, в провинции Ористано.
Население составляет 1157 человек (2008 г.), плотность населения составляет 75 чел./км². Занимает площадь 15 км². Почтовый индекс — 9070. Телефонный код — 0783.
В коммуне 6 августа особо празднуется Преображение Господне.

## Демография
Динамика населения:

## Администрация коммуны
- Официальный сайт: